# Mesovelia zeteki
Mesovelia zeteki är en insektsart som beskrevs av Harris och Drake 1941. Mesovelia zeteki ingår i släktet Mesovelia och familjen vattenspringare. Inga underarter finns listade i Catalogue of Life.